# 歌云内
歌云内（うたうんない）は、北海道の釧路市と網走郡津別町の2市町にまたがる標高818.6mの山である。山頂には三等三角点「歌云内」が設置されている。

## 概要
阿寒カルデラを形成する外輪山で、西側のコルは旧釧北峠と呼ばれかつては国道240号として利用されたものの1967年に現在の釧北峠へ道路が変更され、現在は旧道として未舗装でありながら訪れる人がいる。阿寒湖畔にあるこの山は阿寒湖温泉市街地から目立つ。
山名は呼ばれる阿寒湖のヤイタイ島付近に注ぐ沢の源頭にあることに由来し、北海道実測切図には「オタウンナイ」と記されている。松浦武四郎によればアイヌ語の「ヲタウシナイ（砂が多い沢）」が語源とされる。
登山道は存在しないため残雪期に登られ、旧釧北峠側からがメインルートになっている。山頂からは木々の隙間から阿寒湖越しの雄阿寒岳が望める。